# Białogrądy-Kolonia
Białogrądy-Kolonia – dawna kolonia wsi Białogrądy w Polsce położona w województwie podlaskim, w powiecie grajewskim, w gminie Grajewo.
W latach 1975–1998 miejscowość należała administracyjnie do województwa łomżyńskiego.
Miejscowość zniesiona 1 stycznia 2009 poprzez całkowite włączenie do wsi Białogrądy. Nazwa z nadanym identyfikatorem SIMC występuje w zestawieniach archiwalnych TERYT.